# Wulkany błotne w Azerbejdżanie

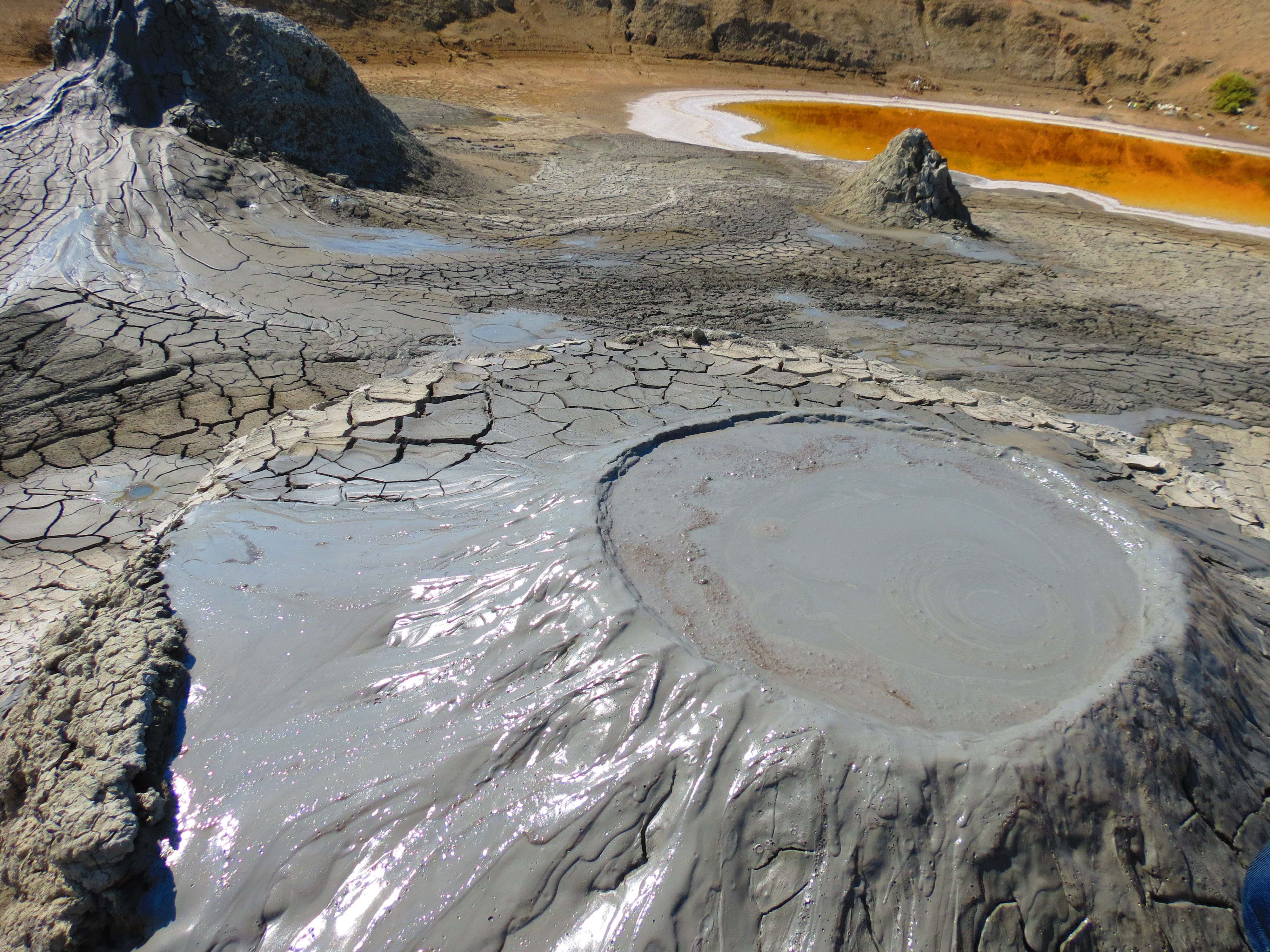
Jeden z wulkanów błotnych w Parku Narodowym Qobustan

Wulkany błotne w Azerbejdżanie – wulkany błotne zlokalizowane w Azerbejdżanie, który słynie z tego typu formacji lądowych. Szacuje się, że ponad 300 z 800 wulkanów błotnych znajdujących się na świecie jest położonych w Republice Azerbejdżanu.

## Historia
Na terenie Azerbejdżanu zostało zarejestrowanych ponad 320 wulkanów, z których 70% jest aktywnych. Do największych, mających do 400 m wysokości względnej, należą: Torağay, Böyük Kənizdağ, Otman-Bozdağ, Güzdək-Bozdağ. Najbardziej aktywnymi i często wybuchającymi są: Lökbatan, Şıxzərli, Keireki, Quşçu, Bahar, Durovdağ. Z około 40 wulkanów błotnych wypływa ropa. Są to między innymi: Mədrəs, Çarxan, Axtarma Paşalı, Qırlıx, Şorsulu. Wulkany błotne w Azerbejdżanie znajdują się głównie na: półwyspie Apszerońskim, archipelagu Apszeńskim, archipelagu Baku, rejonie Qobustan i Şamaxı. Z przeszło 200 morskich wulkanów błotnych Morza Kaspijskiego, 133 znajduje się na terenie Azerbejdżanu.
Najstarsze informacje o wulkanach błotnych na terenie obecnego Azerbejdżanu pochodzą z zapisków Al-Masudiego z IX wieku. O wulkanach wspomina też arabski podróżnik Abū Hāmid al-Andalusī al-Gharnātī. Pierwsze informacje o erupcjach azerskich wulkanów błotnych pochodzą z XIX wieku. Badania prowadził członek Petersburskiej Akademii Nauk Otto Wilhelm Hermann von Abich. Prace na ten temat publikowali również inni rosyjscy naukowcy.
Od 1966 roku badania nad wulkanami błotnymi (wówczas jako jedyny w ZSRR) prowadzi Instytut Geologii Narodowej Akademii Nauk Azerbejdżanu. Ustalono, że aktywność wulkanów błotnych na południowym wschodzie Kaukazu rozpoczęła się 30–35 milionów lat temu. Pierwszy katalog zarejestrowanych erupcji wulkanów błotnych w Azerbejdżanie, obejmujący lata 1810–1974, opublikowano w 1976 roku. Druga jego edycja, obejmująca erupcje do 2007 roku, ukazała się w 2009 roku.

## Ochrona
Uchwałą Rady Ministrów Republiki Azerbejdżanu w 1982 roku czterem wulkanom nadano status pomnika przyrody. Były to: Böyük Kənizdağ, Ayrantökən, Daşgil i Lökbatan. Potem, biorąc pod uwagę wygląd i cechy geologiczne, status pomnika przyrody otrzymały 23 wulkany, a przy Ministerstwie Ekologii i Zasobów Naturalnych powstała Palçıq vulkanları üzrə Elmi Koordinasiya Şurası (Rada ds. Wulkanów Błotnych).
15 sierpnia 2007 roku prezydent Azerbejdżanu wydał rozporządzenie, na podstawie którego utworzono Państwowy Rezerwat Przyrody Wulkanów Błotnych w Baku i na Półwyspie Apszerońskim (Bakı və Abşeron yarımadasının palçıq vulkanları qrupu Dövlət Təbiət qoruğu). Celem była ochrona terenów, na których są zlokalizowane wulkany błotne. Rezerwat ma powierzchnię 12 322,84 ha i znajdują się tam 43 wulkany błotne. Na terenie Baku: Güzdək-Bozdağ, Ayrantökən, Qoturdağ, Kirdağ, Pilpili Qaradağ, Torpaqlı Axtarma, Qaradağ Axtarma, Bəndovan, Ağzıbir, Otman-Bozdağ, Xərə-Zirə adası, Qarasu adası, Zənbil adası, Gil adası, Cigil adası, Səngi-Muğan adası, Çapılmış, Gülbəxt-Sarınca, Şorbulaq, Keyrəki i Qırməki. Na terenie Półwyspu Apszerońskiego: Kirdağ, Çeyildağ, Pirəküşkül, Şəkixan qrupu, Ağdam qrupu, Süleymanaxtarma, Kiçik kənizədağ, Sarıdaş boyanata, Durandağ, Torağay, Oyux, Qaraxura, Ağtirmə, Əmcək-əmcək, Buransız-Çulğa, Qılınc, Ağnohur, Güllütəpə, Çeilaxtarma, Qotur, Qələndəraxtarma, Şahqaya.
Na podstawie wydanych rozporządzeń w 2008 roku opracowano i zatwierdzono regulamin rezerwatu.

## Turystyka
Dekret prezydenta Azerbejdżanu z dnia 20 lipca 2011 roku zobowiązywał Ministerstwo Kultury i Turystyki, Ministerstwo Ekologii i Zasobów Naturalnych oraz Narodową Akademię Nauk Azerbejdżanu do utworzenia trasy turystycznej Wulkany błotne. W 2020 roku udostępniono turystom Palçıq Vulkanları Turizm Kompleksinin (Kompleks turystyczny wulkanów błotnych) w pobliżu wioski Qobustan. Ma on powierzchnię 12 ha. Przygotowano warsztaty dla dzieci, trasy dla quadów, tyrolkę, wieżę widokową, parking, sklep z pamiątkami. Odwiedzający mogą też skorzystać z kąpieli leczniczych. Otwarcie, z udziałem prezydenta İlhama Əliyeva, odbyło się 22 kwietnia 2022 roku. Planowana jest budowa 20 km drogi, która pomoże w dotarciu do okolicznych wulkanów i do Baku.
W 2008 roku ukazała się w języku azerbejdżańskim, angielskim i rosyjskim praca Adila Əliyeva Azərbaycanın palçıq vulkanları (Wulkany błotne Azerbejdżanu), w której opisano 25 wulkanów. W 2015 roku został wydany ilustrowany atlas wulkanów błotnych (w języku azerskim, angielskim i rosyjskim).

## Galeria

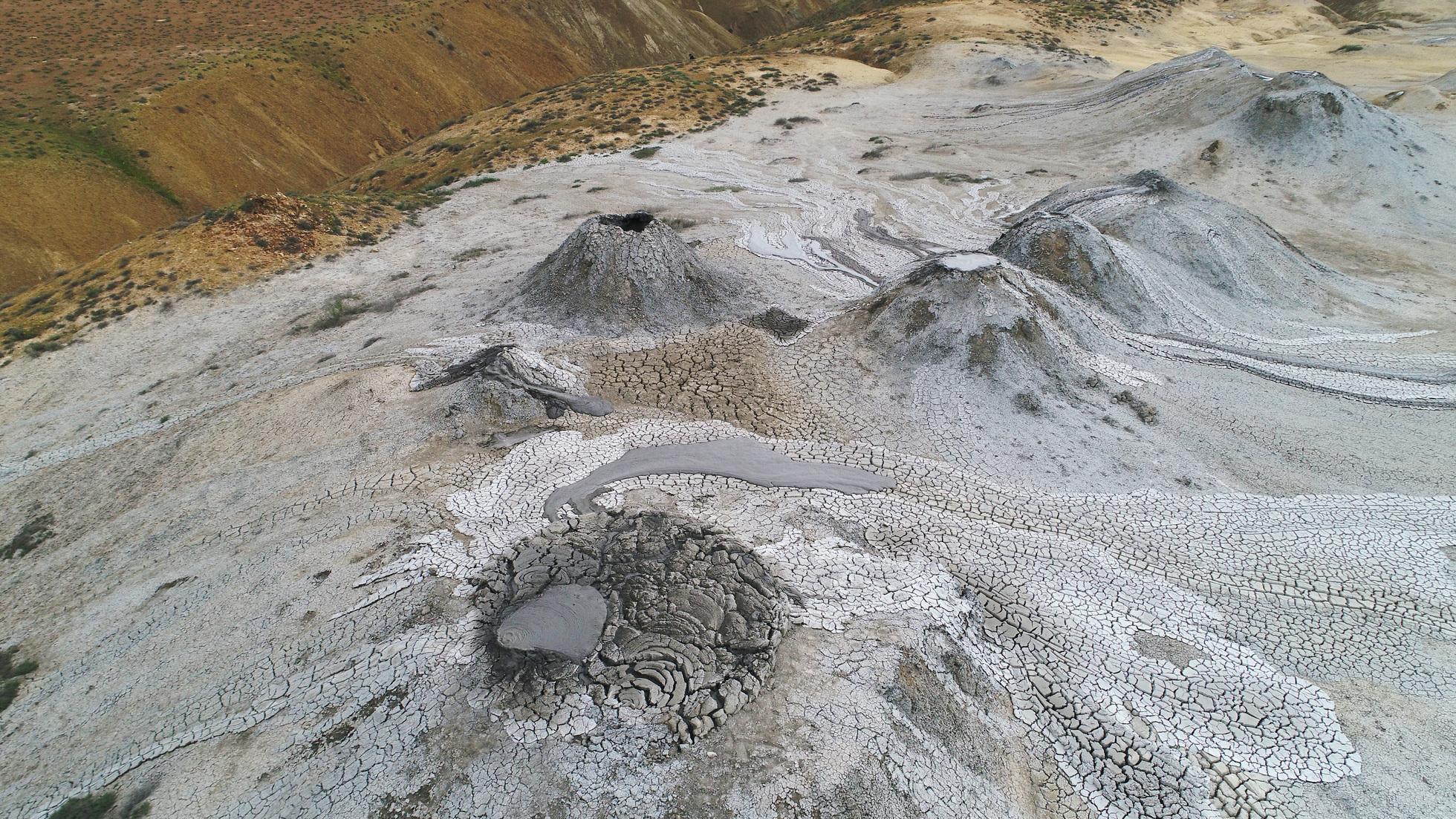
Jeden z wulkanów w Kompleksie turystycznym wulkanów błotnych w rejonie Apszeron w Azerbejdżanie
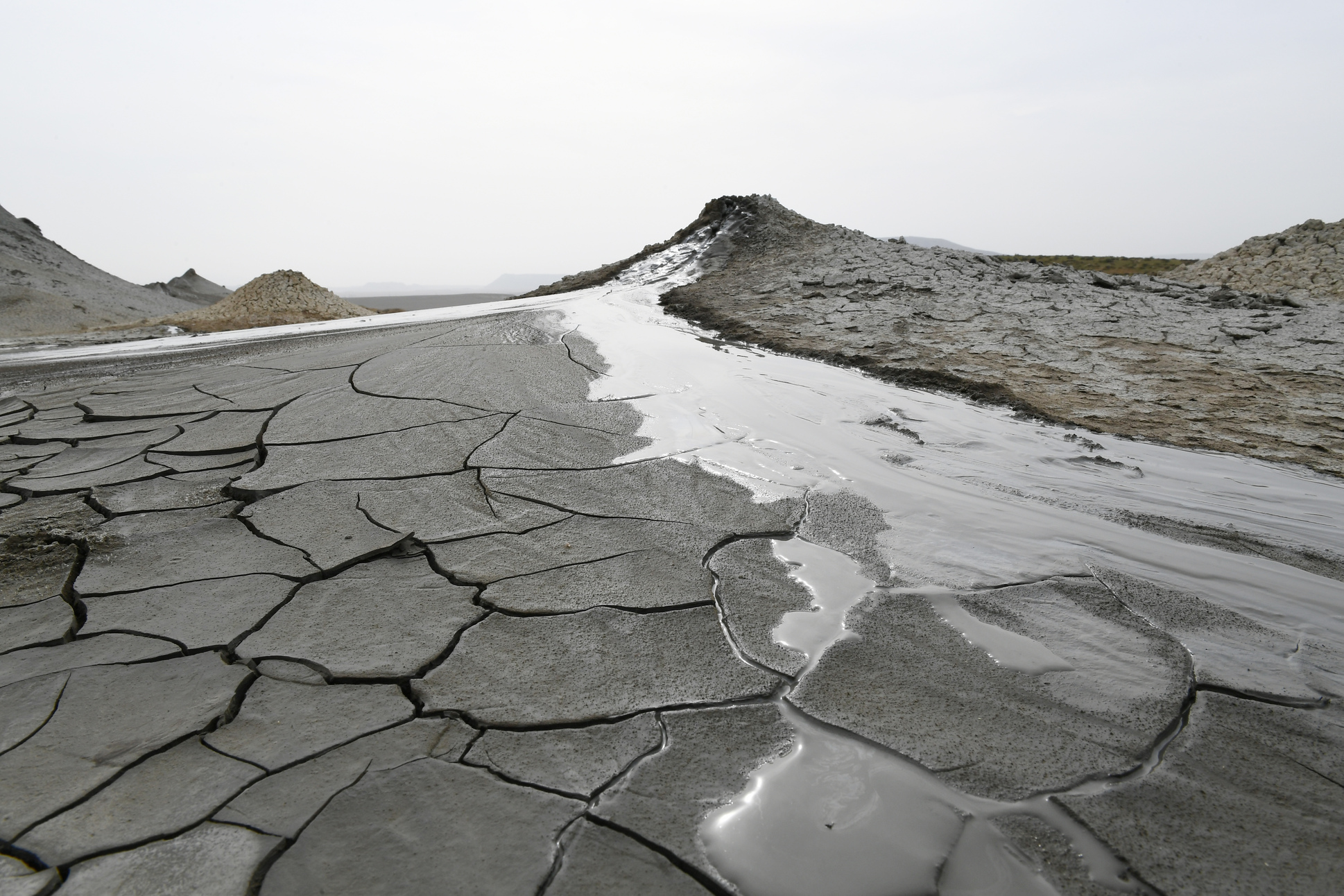
Wulkan w Kompleksie turystycznym wulkanów błotnych w rejonie Apszeron
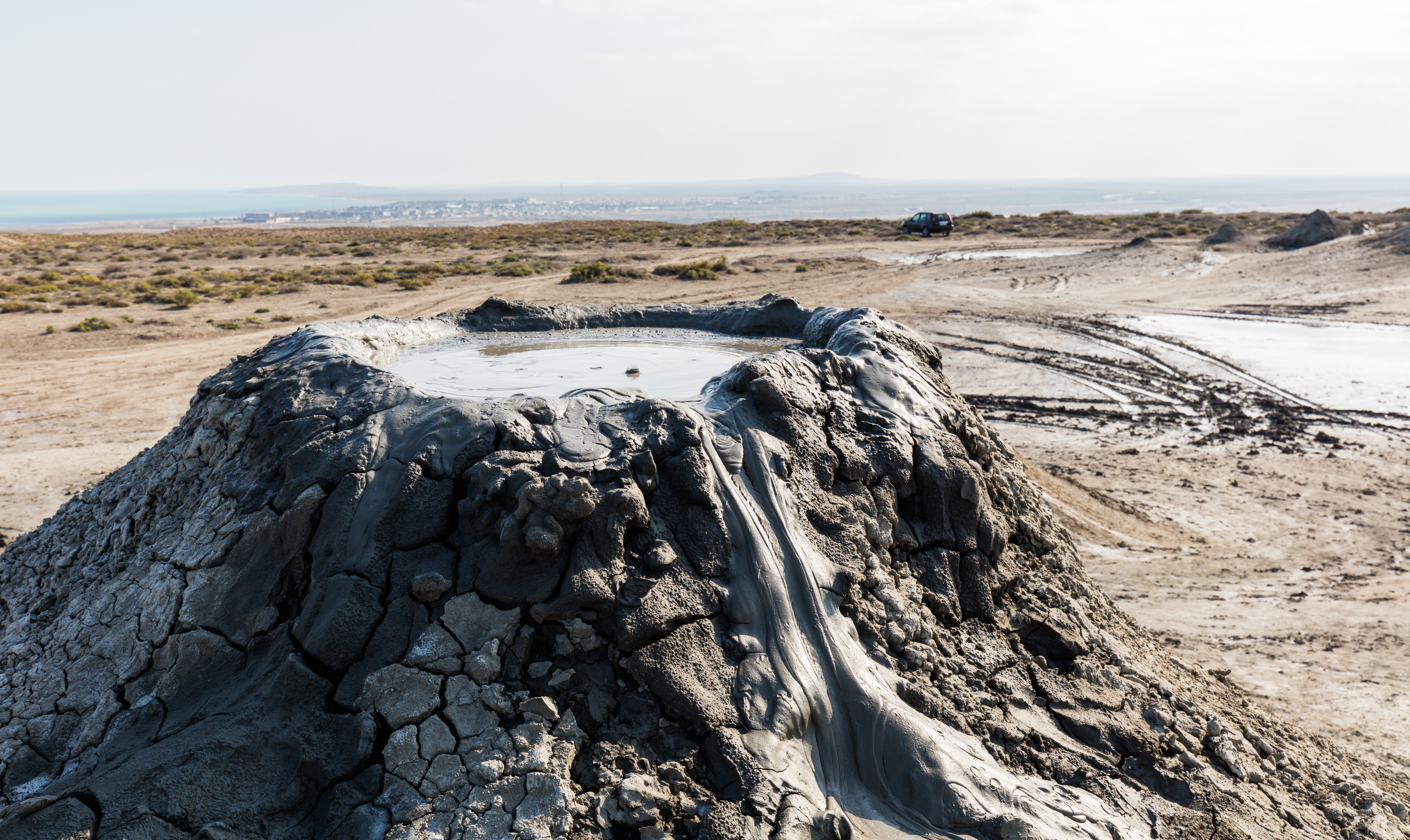
Jeden z wulkanów błotnych w rejonie Qobustan
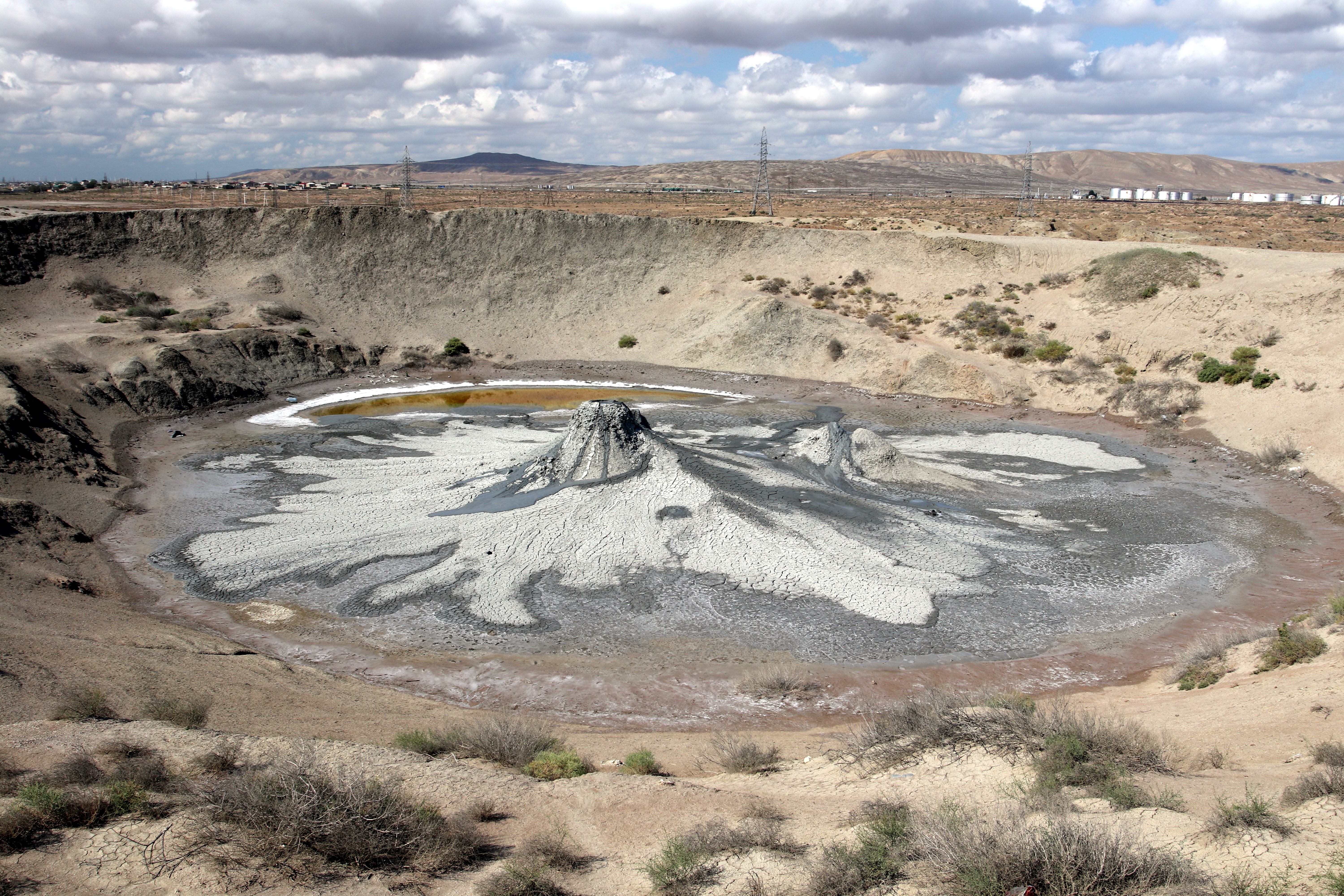
Wulkan błotny Bakhar w rejonie Qobustan

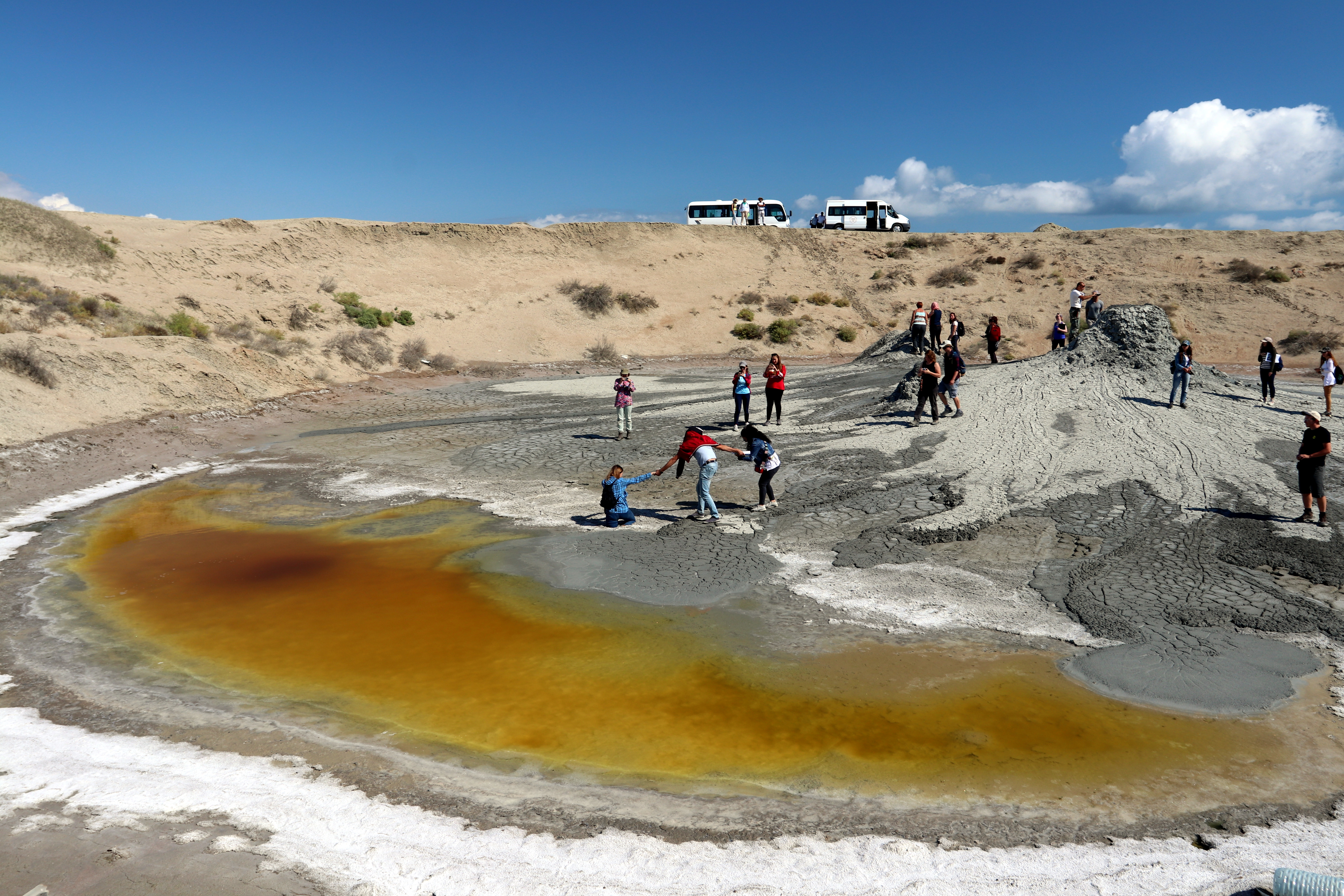
Grupa turystów na wulkan błotnym Bakhar w rejonie Qobustan
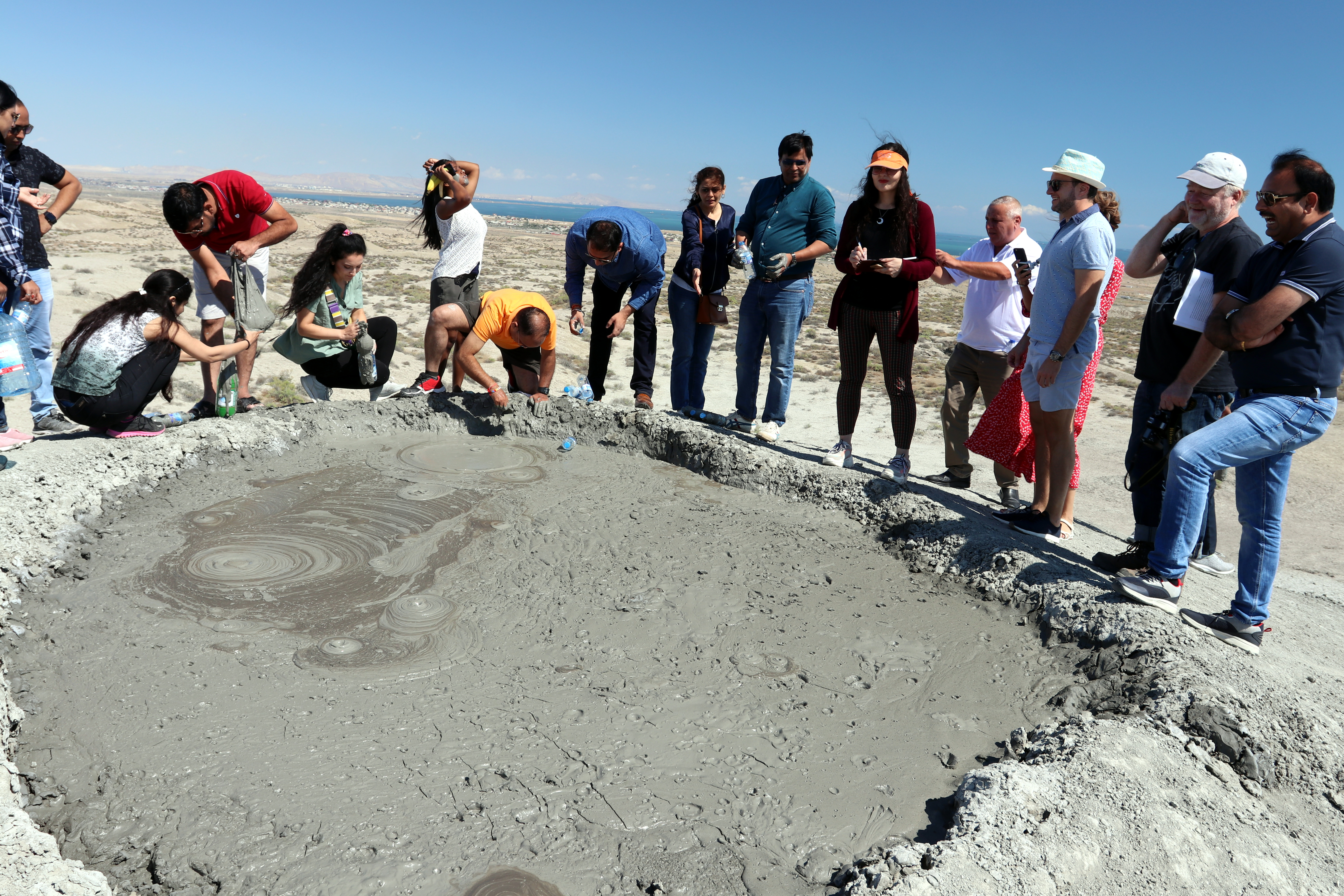
Grupa turystów przy głównym kraterze wulkanu błotnego Daşgil w rejonie Qobustan
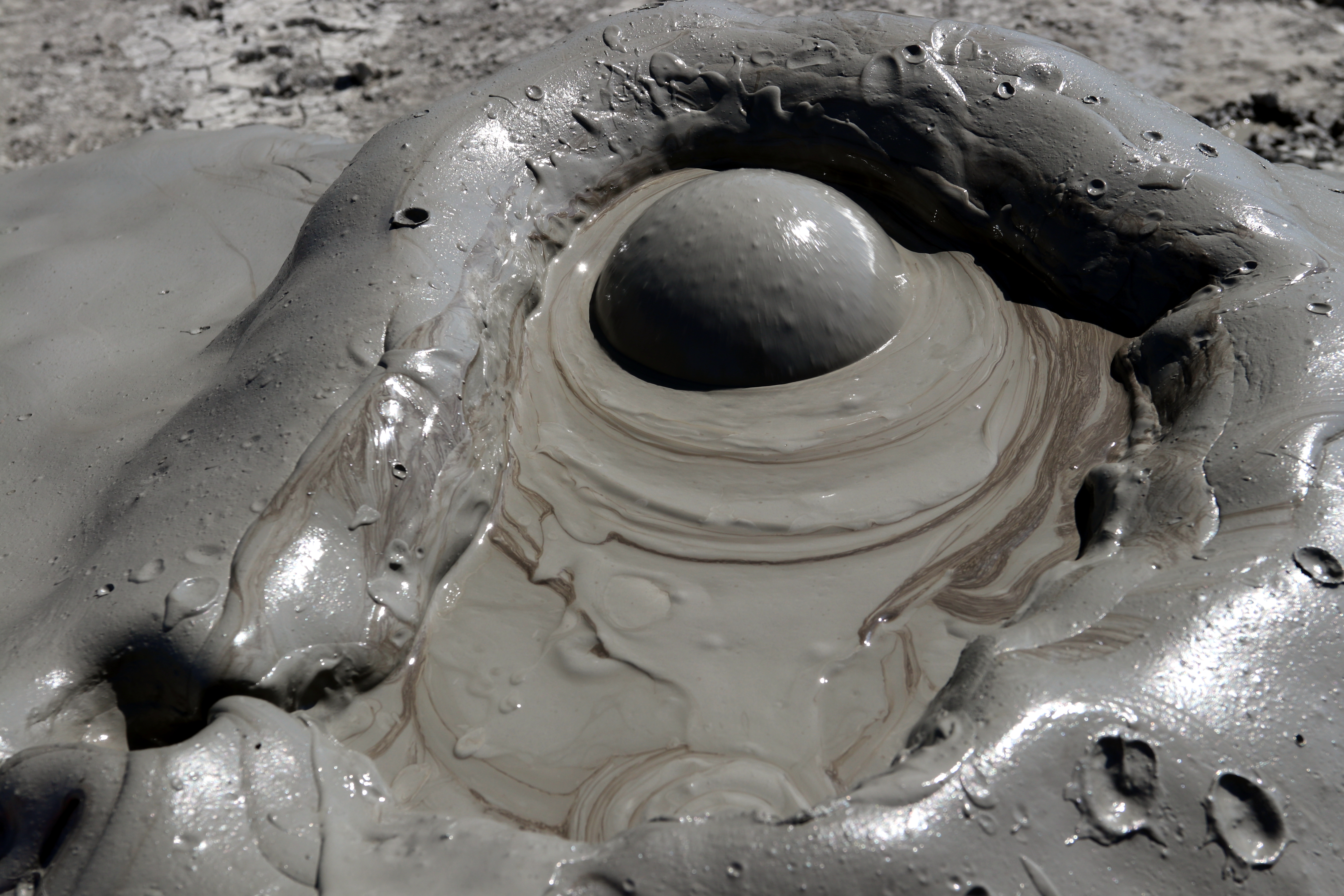
Główny krater wulkanu błotnego Daşgil (zbliżenie) w rejonie Qobustan
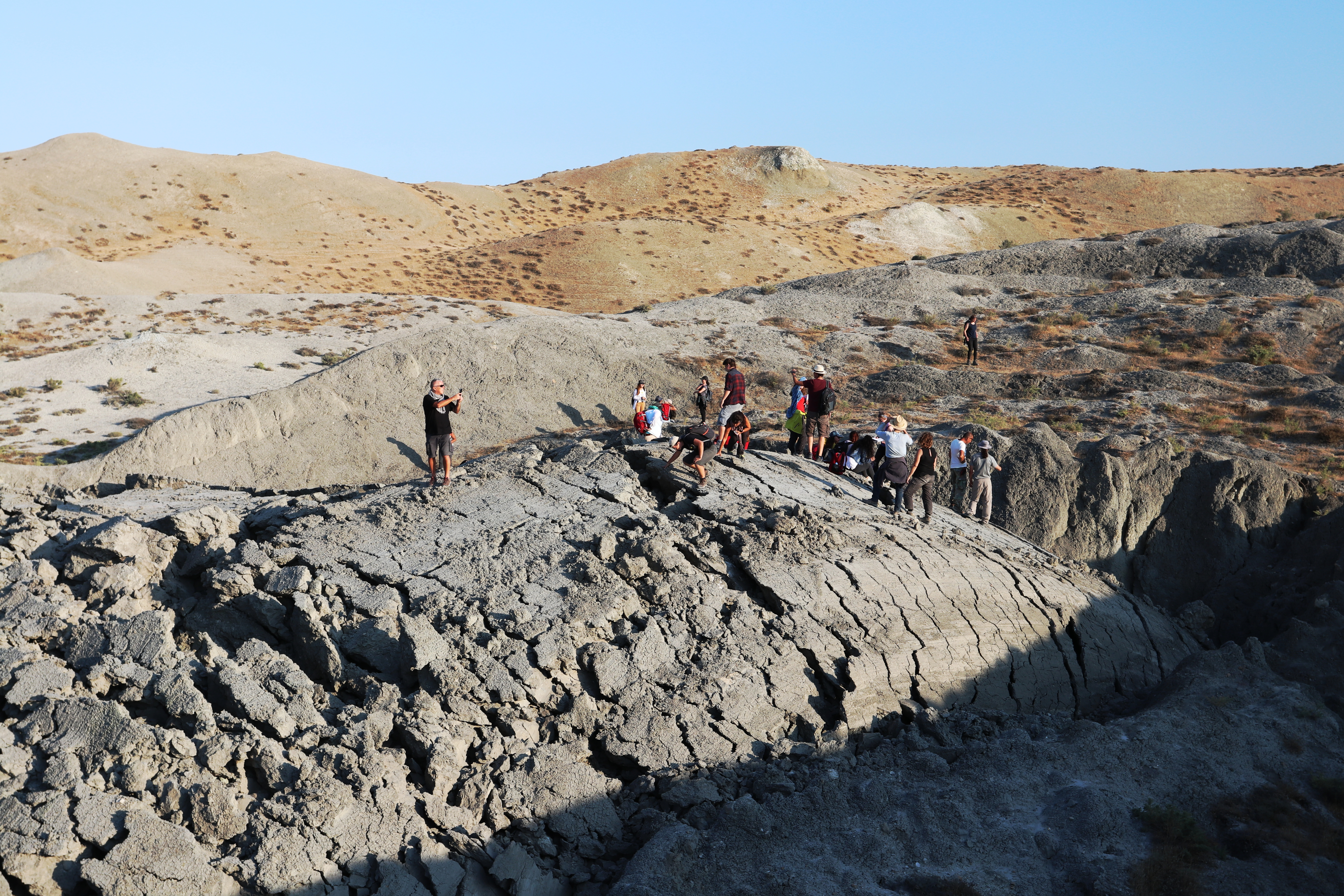
Grupa turystów przy kraterze wulkanu błotnego Koturdag w rejonie Qobustan